# Clásica San Sebastián 2003
De 23ste editie van de Clásica San Sebastián werd gehouden op zaterdag 9 augustus 2003 in en rondom de Baskische stad San Sebastian, Spanje. De editie van 2003 werd betwist over 227 kilometer en maakte deel uit van de Wereldbeker wielrennen. De Italiaan Paolo Bettini won de klassieker. Met Ivan Basso en Danilo Di Luca stonden er drie Italianen op het podium. Er stonden zeven Italianen in de top-10.

## Uitslag
| Clásica San Sebastián 2003 (227 km) |                      |                          |          |
| Plaats                              | Naam                 | Ploeg                    | Tijd     |
| Winnaar                             | Paolo Bettini        | Quick Step-Davitamon     | 5u44'42" |
| 2                                   | Ivan Basso           | Fassa Bortolo            | z.t.     |
| 3                                   | Danilo Di Luca       | Saeco Macchine per Caffè | +00' 20" |
| 4                                   | Francesco Casagrande | Lampre                   | z.t.     |
| 5                                   | Andrea Noè           | Lampre                   | +00' 23" |
| 6                                   | Gorka Gerrikagoitia  | Euskaltel-Euskadi        | +00' 33" |
| 7                                   | Davide Rebellin      | Team Gerolsteiner        | z.t.     |
| 8                                   | Michael Boogerd      | Rabobank                 | +00' 34" |
| 9                                   | Michael Rasmussen    | Rabobank                 | +00' 37" |
| 10                                  | Paolo Valoti         | Domina Vacanze           | +01' 53" |
|                                     |                      |                          |          |
| 24                                  | Rik Verbrugghe       | Lotto-Domo               | +01' 54" |

1981 · 1982 · 1983 · 1984 · 1985 · 1986 · 1987 · 1988 · 1989 · 1990 · 1991 · 1992 · 1993 · 1994 · 1995 · 1996 · 1997 · 1998 · 1999 · 2000 · 2001 · 2002 · 2003 · 2004 · 2005 · 2006 · 2007 · 2008 · 2009 · 2010 · 2011 · 2012 · 2013 · 2014 · 2015 · 2016 · 2017 · 2018 · 2019 · 2020 · 2021 · 2022 · 2023 · 2024